# Pyrrharctia isabella
Pyrrharctia isabella är en fjärilsart som beskrevs av Smith 1797. Pyrrharctia isabella ingår i släktet Pyrrharctia och familjen björnspinnare. Inga underarter finns listade.

## Bildgalleri

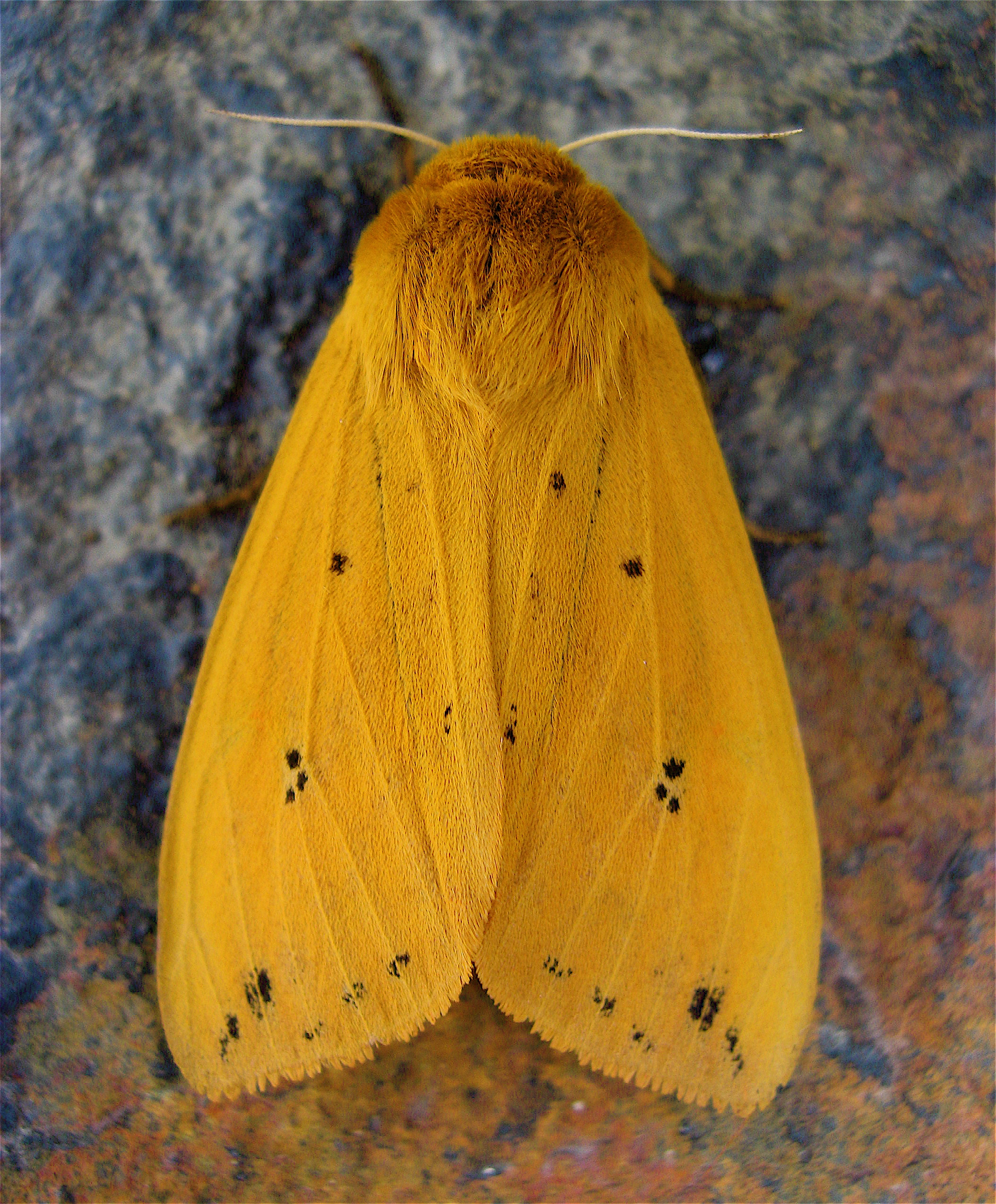
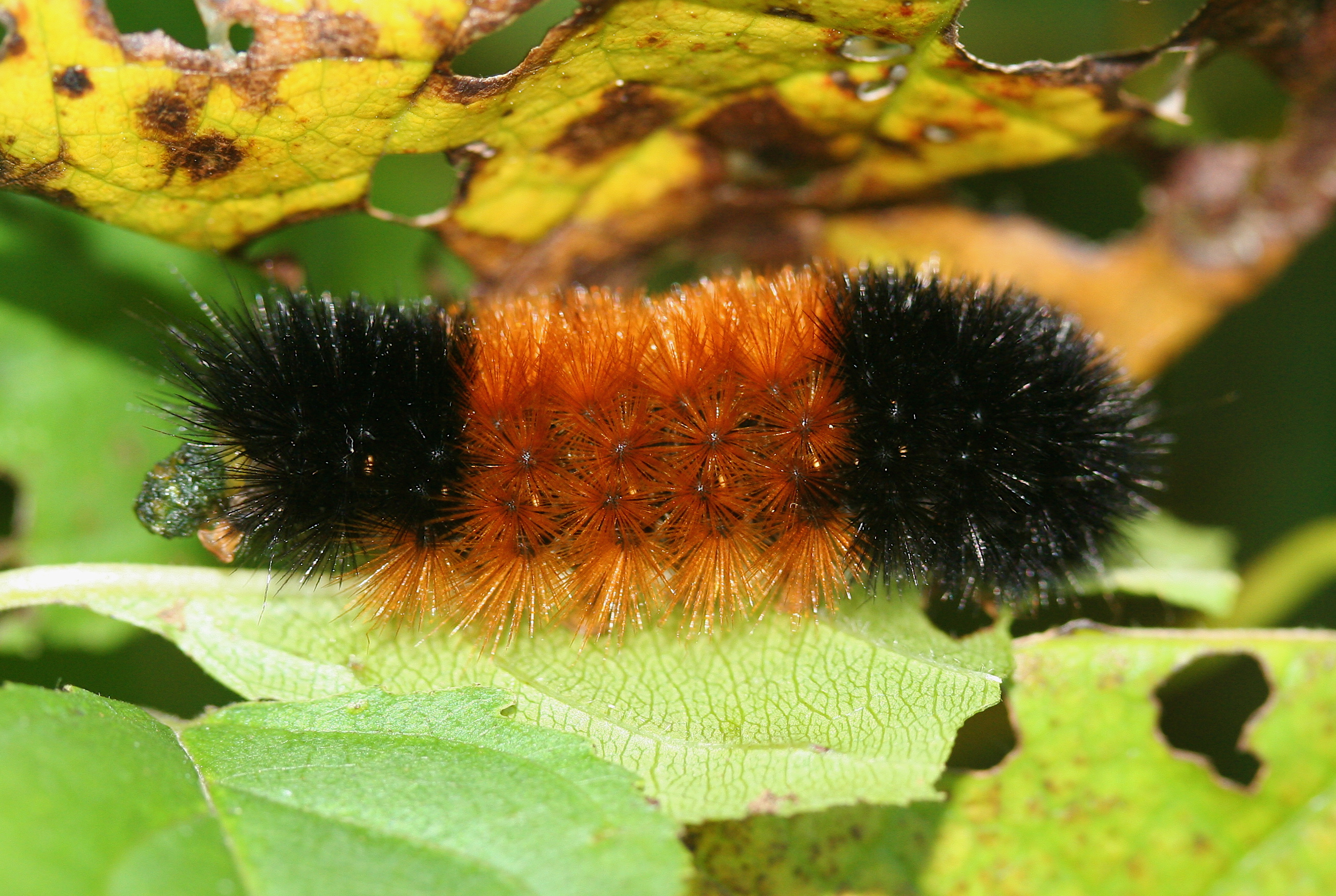